# Luísa Clara de Portugal
Luísa Clara de Portugal (Lisboa, 21 de agosto de 1702 - 31 de agosto de 1779) foi uma fidalga portuguesa do século XVIII, famosa amante do rei D. João V.
Era filha de Bernardo de Tavora de Vasconcelos e Sousa, filho segundogênito da casa dos condes de Castelo Melhor e governador da Torre do Outão, em Setúbal, com D. Maria Madalena de Portugal, administradora da Comenda de Fronteira, na Ordem de Aviz.
Notável pela sua beleza, era conhecida como Flor da Murta. 
Já era casada, desde 6 de janeiro de 1720, com D. Jorge Francisco de Menezes (Lisboa, 15 de outubro de 1690 - Oeiras, Quinta da Terrugem, 25 de setembro de 1736), e mãe de três filhos quando iniciou seu relacionamento amoroso com o rei. Teve com ele uma filha, Maria Rita Gertrudes de Portugal (Lisboa, 28 de maio de 1731 - 27 de novembro de 1808), que foi monja no Convento de Santos-o-Novo.
Depois da sua relação com D. João V, teve um caso com o 1.º duque de Lafões, de que nasceu também uma filha, D. Ana de Bragança.
Era proprietária, por via de seu marido, da Quinta da Terrugem, em Oeiras, e da residência dos Menezes, senhores de Alconchel, senhores e morgados de Ponte de Sor e alcaides de Sintra, situada na atual Rua de São Bento, em Lisboa, que passou depois a ser conhecida como "Palácio da Flor da Murta".
A história de sua ligação com D. João V inspirou dois romances de Rocha Martins: as novelas Dona Flor da Murta (1928) e Flor da Murta (1939).
É também muito provável que ela seja o tema da canção Flor da Murta, composta no século XVIII, cuja autoria dos versos tem sido atribuída ao próprio rei D. João V, com o seguinte texto:
Oh! flor da murta

Raminho de freixo
Deixar d'amar-te
É que t'eu não deixo.

Morrer sim
Mas deixar-te não
Oh! flor da murta
Amor do meu coração.

Oh! flor da murta
Do meu coração
Deixar d'amar-te

Ai não deixo, não.
Na sequência, a família dos Meneses, senhores e depois morgados de Ponte de Sor, passaria a ser conhecida como Meneses da Flor da Murta.